# Heinz-Jürgen Voß (Mathematiker)
Heinz-Jürgen Voß (* 10. Februar 1938 in Bitterfeld; † 7. September 2003 in Berlin) war ein deutscher Mathematiker, Professor für Algebra, speziell für Graphentheorie. Seit 1983 lehrte er in Dresden, seit 1992 als Professor für Graphentheorie/Klassische Algebra am Institut für Algebra an der Mathematischen Fakultät der TU Dresden.

## Beruflicher Werdegang
1956 legte Voß das Abitur an der Oberschule in Bitterfeld ab und schloss ein Studium der Mathematik an der TH Dresden an, das er 1962 als Diplom-Mathematiker abschloss (Diplomarbeit: „Erweiterung des Ritz-Galerkin-Verfahrens auf Systeme von Differentialgleichungen“, bei Helmut Heinrich, TH Dresden). Seit 1962 (bis 1979) war er an der TH Ilmenau Assistent, schließlich Oberassistent. 1966 erlangte er die Promotion zum Dr. rer. nat. (Dissertation: „Über die Taillenweite in Graphen, die genau k knotenunabhängige Kreise enthalten, und über die Anzahl der Knotenpunkte, die in solchen Graphen alle Kreise repräsentieren“, Prädikat: summa cum laude, bei Horst Sachs, TH Ilmenau, Erstgutachter). 1969/70 absolvierte Voß ein Zusatzstudium an der Humboldt-Universität zu Berlin, 1972 habilitierte er sich an der TH Ilmenau (zum Dr.sc.nat.; 1991: Umwandlung in Dr. rer. nat. habil.) und erlangte einen Facultas Docendi für das Fachgebiet Mathematik (Dissertation B / Habilitationsschrift: „Über Eigenschaften von Graphen, die eine gegebene Zahl unabhängiger Kreise enthalten bzw. die Kreise vorgeschriebener Länge besitzen“, bei Horst Sachs, TH Ilmenau, Erstgutachter). 1979/80 war er Gastdozent an der Universität Chisinau/UdSSR. 1979 war er Dozent für Mathematische Methoden der Operationsforschung an der TH Ilmenau. 1983 erhielt Voß einen Ruf auf eine Professur für Algebra an der Pädagogischen Hochschule „Karl Friedrich Wilhelm Wander“ Dresden (PHD). Von 1992 bis 2003 war er Professor für Graphentheorie/Klassische Algebra am Institut für Algebra an der Fakultät Mathematik und Naturwissenschaften der TU Dresden.

## Familie
Voß war mit Waltraud Voss (geb. Leuteritz 1944) verheiratet, mit der er drei Söhne hatte (Hartmut, Horst-Hermann und Heinz-Jürgen).

## Publikationen

### Bücher
- Cycles and Bridges in Graphs. - In der Reihe „Mathematics and Its Applications (East European Series)” Vol. 49 bei Kluwer Acad. Publ. Dordrecht/Boston/London 1991, und in der Reihe “Mathematische Monographien“ Bd. 23 beim Deutschen Verlag der Wissenschaften, Berlin 1991, ISBN 0792308999.
- Mit H. Walther: Über Kreise in Graphen. Deutscher Verlag der Wissenschaften, Berlin 1974 (Walther, H.: Teil I: „Längste Kreise“, Voss, H.-J.: Teil II: „Unabhängige Kreise und Kreise vorgeschriebener Länge“)
- Beschreibung von Gruppen und Triangulationen orientierbarer Flächen. Kapitel 5 in Graphentheorie Band 1: Anwendungen auf Topologie, Gruppentheorie und Verbandstheorie von K. Wagner und R. Bodendiek. BI – Wiss. Verlag Mannheim/Wien/Zürich 1989; 92-156, ISBN 3860258885.
- Autor des Stoffgebietes Graphentheorie des Buches Lexikon der Mathematik (Hrsg.: Walter Gellert, Herbert Kästner, Siegfried Neuber). Bibliographisches Institut Leipzig 1977.

### Publikationen in Fachzeitschriften und Tagungsbänden (Auswahl)
- Stanislav Jendrol, Heinz-Jürgen Voss: Light subgraphs of graphs embedded in the plane - A survey. Discrete Mathematics (DM) 313(4):406-421 (2013)
- Madaras, Tomás; Skrekovski, Riste; Voss, Heinz-Jürgen: The 7-cycle C7 is light in the family of planar graphs with minimum degree 5. - In: Discrete Mathematics 307 (11-12) (2007); S. 1430–1435
- Kaiser, Tomás; Ryjácek, Zdenek; Král, Daniel; Rosenfeld, Moshe; Voss, Heinz-Jürgen: Hamilton cycles in prisms. - In: Journal of Graph Theory 56 (4) (2007); S. 249–269
- Daniel Král, Jan Kratochvíl, Andrzej Proskurowski, Heinz-Jürgen Voss: Coloring mixed hypertrees. - Discrete Applied Mathematics 154(4): 660-672 (2006)
- Vitaly I. Voloshin, Heinz-Jürgen Voss: Circular mixed hypergraphs II: The upper chromatic number. - Discrete Applied Mathematics 154(8): 1157-1172 (2006)
- Stanislav Jendrol, Heinz-Jürgen Voss: Light subgraphs of order at most 3 in large maps of minimum degree 5 on compact 2-manifolds. - Eur. J. Comb. 26(3-4): 457-471 (2005)
- Daniel Král, Jan Kratochvíl, Heinz-Jürgen Voss: Mixed hypercacti. - Discrete Mathematics 286(1-2): 99-113 (2004)
- Daniel Král, Heinz-Jürgen Voss: Edge-disjoint odd cycles in planar graphs. - J. Comb. Theory, Ser. B 90(1): 107-120 (2004)
- Stanislav Jendrol, Heinz-Jürgen Voss: Light subgraphs of multigraphs on compact 2-dimensional manifolds. - Discrete Mathematics 233(1-3): 329-351 (2001)
- Vladimir P. Korzhik, Heinz-Jürgen Voss: On the number of nonisomorphic orientable regular embeddings of complete graphs. - J. Comb. Theory, Ser. B 81(1): 58-76 (2001)
- Stanislav Jendrol, Heinz-Jürgen Voss: A local property of polyhedral maps on compact two-dimensional manifolds. - Discrete Mathematics 212(1-2): 111-120 (2000)
- A. Niculitsa, V.Voloshin, H.-J. Voss: Uniquely colorable and circular mixed hypergraphs. 6-th Twente Workshop on Graphs and Combinatorial Optimization, 26-28 May, 1999, pp. 173-176 (eds.: H. J. Broersma, U. Faigle, J.L. Hurink, University of Twente)
- Symmetries of group-triangulations. – In: Topics in Combinatorics and Graph Theory (ed. By R. Bodendiek and R. Henn). Physica-Verlag Heidelberg 1990; 693-711
- Maximale gerade und ungerade Kreise in Graphen II.- Wiss. Z. TH Ilmenau 35 (1989) 3; 55 – 64
- Renaissance der Mathematik der diskreten Gebilde. – Wiss. Z. PH Dresden. Math.-Nat. Reihe 20 (1986); 51-58
- Bridges of circuits through specified edges. – In: Graphs, Hypergraphs and Applications. Proc. Conf. Graph Theory, held at Eyba, Oct. 1984. – Teubner-Texte zur Math. 73, B. G. Teubner Leipzig 1985; 198-202
- Independent sets in k-chromatic graphs. - Combinatorica 5(3): 261-269 (1985)
- Färbungsprobleme auf Graphen. – Wiss. Z. PH Dresden, Math.-Nat. Reihe 18 (1984); 9-27
- Independent sets in (k+1)-colorations of k-chromatic graphs. – Wiss. Z. TH Ilmenau 30 (1984) 1; 27-36
- Graphs having circuits with at least two chords. - J. Comb. Theory, Ser. B 32(3): 264-285 (1982)
- Bridges of longest circuits and of longest paths in graphs. – Beiträge zur Graphentheorie und deren Anwendungen. – Intern. Koll. Oberhof 1977; 275-286
- Eigenschaften zweifach-zusammenhängender Graphen mit vorgeschriebener Maximalkreislänge. – Mitteilungen der MGdDDR 2-3 (1973); 139-151
- Eigenschaften von Graphen, die k, aber keine k+1 kantenfremde Kreise enthalten. – Beiträge zur Graphentheorie (Internat. Koll. Manebach 1967), Teubner-Verlag Leipzig; 169-184
- Über die Taillenweite in Graphen, die maximal k unabhängige Kreise enthalten, und über die Anzahl der Knotenpunkte, die alle Kreise repräsentieren. – X. Internat. Wiss. Koll. TH Ilmenau 1965. Vortragsreihe „Mathematische Probleme in Ökonomie und Rechentechnik“; 11/1966; 23-27